# Solanum pinnatisectum
Espèce
Solanum pinnatisectum est une espèce de plantes herbacées tubéreuses de la famille des Solanaceae, originaire des montagnes du Mexique. Elle est apparentée à la pomme de terre cultivée, mais contrairement à celle-ci, elle est diploïde (2n = 2x = 24).